# Neues Bach-Denkmal in Leipzig

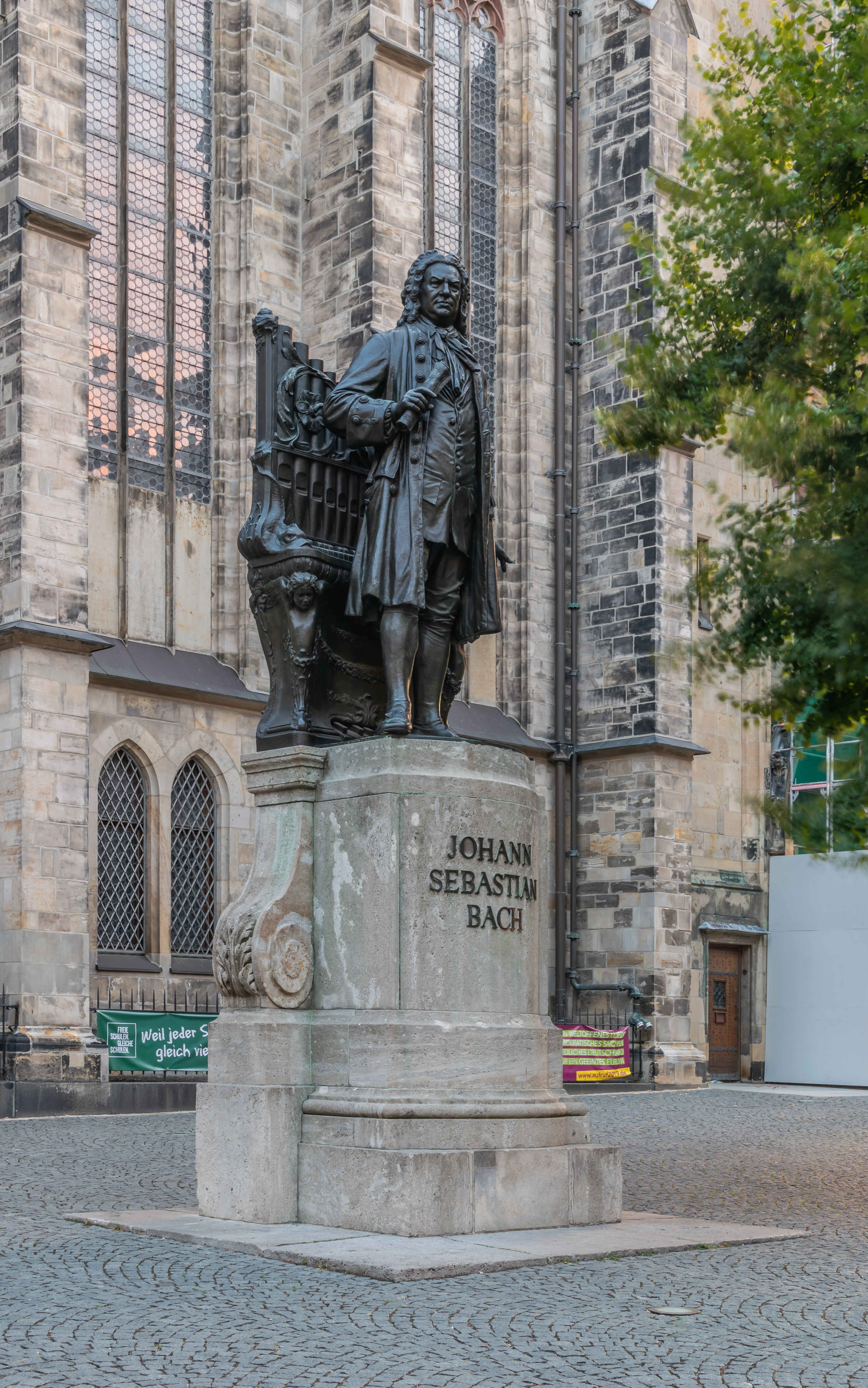
Das Neue Bachdenkmal vor der Thomaskirche

Das Neue Bachdenkmal in Leipzig befindet sich auf dem Thomaskirchhof südlich der Thomaskirche anstelle des von 1883 bis 1906 dort befindlichen Leibnizdenkmals.

## Geschichte

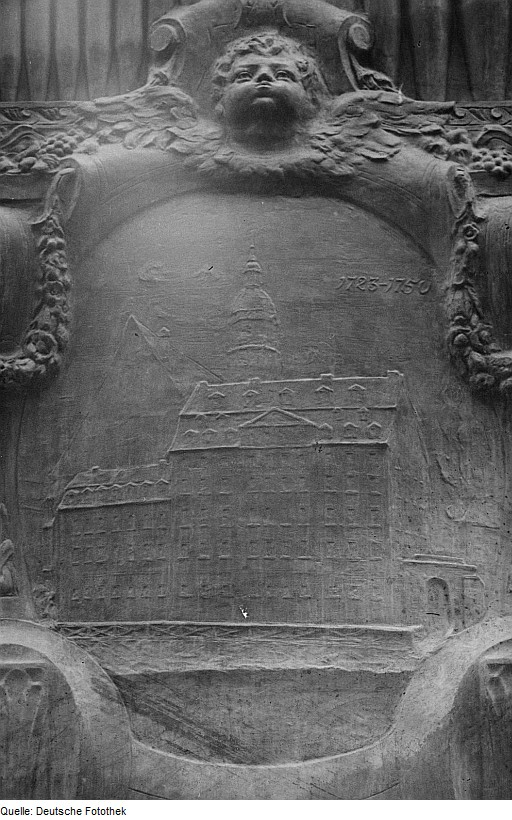
Flachrelief der Thomaskirche hinter der alten Thomasschule auf der Rückseite des Orgelprospekts der Statue.

Bereits im Jahr 1885, anlässlich des 200. Geburtstages Bachs, wurde über ein zweites Denkmal für den Thomaskantor nachgedacht. Doch erst 1894, nach Beginn der Umbauarbeiten der Johanniskirche, der in diesem Zusammenhang erfolgten Wiederentdeckung und Überbauung von Bachs Grab sowie der Identifizierung seines Schädels durch Carl Seffner in Zusammenarbeit mit dem Anatomen Wilhelm His (1831–1904), wurden die Projekte konkreter. Im Zuge dieser Exhumierung des vermuteten Johann Sebastian Bach nahm man Abdrücke von dessen Schädel und nutzte diese als Vorlage für die Formung des Kopfes des Denkmals. Die Gebeine wurden gemeinsam mit denen des Dichters Christian Fürchtegott Gellert in der neu geschaffenen Bach-Gellert-Gruft im Altarraum der Johanniskirche beigesetzt und zwei Bronzetafeln in den Kirchboden eingelassen. Für Gellert befand sich bereits ein Epitaph, der dessen Büste zeigte, rechts vom Altar. Deshalb sollte ein von Seffner geschaffenes Denkmal für Bach auf der linken Seite des Altars aufgestellt werden. 
Später wurde der Plan eines Bachdenkmals in der Johanniskirche aufgegeben; das ursprünglich von Seffner geplante Standbild wurde aus Kostengründen auf eine Büste reduziert. Ab 1899 wurde ein heftiger Standortstreit geführt, bei dem man neben der Johanniskirche auch verschiedene Orte an Thomaskirche und Thomasschule als Bachs langjährige Wirkungsstätten diskutierte.
In den Jahren 1901/1902 wurden 5.000 Goldmark aus dem Nachlass des Leipziger Kaufmanns Franz Dominic Grassi für das neue Bachdenkmal entnommen. Der Standortstreit wurde im Jahr 1906 zugunsten des Thomaskirchhofs entschieden: Das dort stehende Leibnizdenkmal sollte in den Paulinerhof der Universität umgesetzt werden.
Das neue Bachdenkmal wurde am 17. Mai 1908 (Sonntag Kantate) als Höhepunkt eines dreitägigen Bachfestes des 1875 gegründeten Leipziger Bachvereins im Rahmen eines Festgottesdienstes enthüllt. Geheimrat Adolph Wach, seit 1897 Vorsitzender des Komitees zur Erbauung des Denkmals, hielt die Festrede. Die Gesamtkosten in Höhe von 50.000 Goldmark wurden je zur Hälfte durch die Stadt Leipzig und durch private Spender getragen, so stellte auch Oberbürgermeister Carl Bruno Tröndlin zur Einweihung das Denkmal unter den Schutz der Stadt.
Heute steht das Denkmal genau vor dem 1895 vom Münchner Karl de Bouché geschaffenen Bach-Fenster der Thomaskirche. Das von der Witwe des Stadtrats Simon zum Gedächtnis ihres 1882 verstorbenen Mannes gestiftete farbige Glasfenster, das sich ursprünglich weiter westlich befand, wurde bei der 1974 durch den Leipziger Glasmaler Rolf Stokinger erfolgten Restaurierung an seinen jetzigen Standort verlegt.
Die von Seffner für die Anfertigung des Denkmals genutzte Kopie von Bachs mutmaßlichem Schädel wurde um 2000 in Altbeständen des Instituts für Anatomie der Universität Leipzig wiedergefunden.

## Gestaltung
Auf einem 3,20 m hohen Muschelkalksteinsockel, der vom Leipziger Architekten und Stadtbaurat Otto Wilhelm Scharenberg entworfen wurde und den Namen des Geehrten trägt, befindet sich eine 2,45 m hohe Bronzestatue, die vom Leipziger Bildhauer Carl Seffner entworfen und von der Firma Noack & Brückner gegossen wurde. Sie zeigt den Thomaskantor vor einer (allerdings völlig ahistorisch im Jugendstil geschmückten) Orgel stehend, die rechte Hand, eine Notenrolle umfassend, zum Dirigieren erhoben, die linke Hand gerade vom Orgelmanual gelöst – also mitten in der Arbeit. Der lange Staatsrock ist offen; die Jacke nur unvollständig zugeknöpft. Auf der Rückseite der Orgel befindet sich ein Flachrelief, das die alte Thomasschule, von Westen gesehen, zeigt.

## Briefmarken

Briefmarke, DDR 1985

Das neue Bachdenkmal ist auf zwei deutschen Briefmarken dargestellt. Im Frühjahr 1985 war es Motiv des 10-Pfennig-Wertes im Rahmen der DDR-Sondermarken, die jeweils zur Leipziger Messe erschienen sind. Außerdem wurde es im Jahre 2004 als 0,40-€-Wert eines der letzten Motive der Rollenmarken-Dauerserie »Sehenswürdigkeiten« der Deutschen Post AG.